# SpursEngine
De SpursEngine, ook bekend als Quad Core HD processor, is een microprocessor ontworpen door Toshiba.

## Achtergrond
De SpursEngine is een zeer krachtig coderende co-processor die bedoeld is voor ‘high-end-media-streaming’. Zo bezit de SpursEninge hardwarematige codecs, namelijk H.264 en MPEG2. Dit heeft als resultaat dat deze microprocessor enorm snel is in het coderen en decoderen van videobeelden. Voor deze acties maakt de SpursEngine gebruik van vier Synergistic Processing Elements (SPE). Vandaar de naam ‘Quad Core’. 
Deze SPE's zijn soortgelijk aan diegene die gebruikt worden in een PlayStation 3, alleen zijn deze trager geklokt.
Eén SPE van de SpursEngine draait op een snelheid van 1,5 GHz wat een rekenkracht ontwikkelt van 12 Gflops. Gecombineerd geeft dit (12 × 4 =) 48 Gflops.
De SPE van een PlayStation3, geklokt op 3,2 GHz, ontwikkeld al snel 26,8 Gflops. Ook heeft de PlayStation 3 acht van deze SPE's.
Doordat deze SPE's trager geklokt werden, kon Toshiba de circuit-layout van de originele SPE verkleinen met 30%. Dit heeft als resultaat dat deze chip nog maar 10-20 watt verbruikt.

## Ontwikkeling
In 2008 plaatste Toshiba deze SpursEngine op een PCI-express kaart. Dit werd SpursEngine SE1000 genoemd. Deze werd voorzien van 128 MB XDR-RAM geheugen die snelheden kan halen tot 12,8 GB/s. 